# Giáo hoàng đối lập John VIII

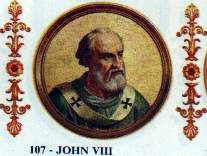
Giáo hoàng đối lập Gioan VIII

Giáo hoàng Gioan VIII hoặc Giáo hoàng Gioan được xem như là giáo hoàng đối lập của Giáo hội công giáo Rôma trong suốt năm 844. Khi Giáo hoàng Gregory IV qua đời, Tổng phó tế Gioan đã được công bố như là Giáo hoàng bởi quảng đại quần chúng qua hình thức vỗ tay, trong khi đó hàng ngũ quý tộc lại lựa chọn Giáo hoàng Sergius II, một người trong hàng ngũ quý tộc Rôma. Phe đối lập đã bị đàn áp và chính Sergius đã cứu sống Gioan. Sergius – sau đó đã được chấp nhận ngay lập tức bởi tòa án Frankish. Có một tin đồn rằng Giáo hoàng Gioan VIII thực sự là Giáo hoàng đầu tiên là nữ. Người ta nói rằng bà đã làm Giáo hoàng trong hai năm. Tất cả mọi người đều tin rằng bà là đàn ông cho đến một ngày bà đã hạ sinh ngay bên đường trước sự chứng kiến của mọi người. Những truyền thuyết về Giáo hoàng Gioan được xem là hư cấu bởi hầu hết các nhà sử học hiện đại và các học giả tôn giáo. Đó có thể bắt nguồn từ sự châm biếm các ngụy Giáo hoàng.